# Copa Mundial de Waterpolo
La Copa Mundial de waterpolo (FINA Water Polo World Cup) es una competición de waterpolo surgida en 1979. Esta competición está organizada por la FINA. Es el segundo torneo mundial en importancia detrás del Campeonato Mundial de Waterpolo.

## Copa Mundial masculina
| Año  | Sede        | Oro                 | Plata           | Bronce         |
| ---- | ----------- | ------------------- | --------------- | -------------- |
| 2025 | Podgorica   | España              | Grecia          | Hungría        |
| 2023 | Los Ángeles | España              | Italia          | Estados Unidos |
| 2018 | Berlín      | Hungría             | Australia       | Serbia         |
| 2014 | Almaty      | Serbia              | Hungría         | Croacia        |
| 2010 | Oradea      | Serbia              | Croacia         | España         |
| 2006 | Budapest    | Serbia y Montenegro | Hungría         | España         |
| 2002 | Belgrado    | Rusia               | Hungría         | Yugoslavia     |
| 1999 | Sídney      | Hungría             | Italia          | España         |
| 1997 | Atenas      | Estados Unidos      | Grecia          | Hungría        |
| 1995 | Atlanta     | Hungría             | Italia          | Rusia          |
| 1993 | Atenas      | Italia              | Hungría         | Australia      |
| 1991 | Barcelona   | Estados Unidos      | Yugoslavia      | España         |
| 1989 | Berlín Este | Yugoslavia          | Italia          | Hungría        |
| 1987 | Salónica    | Yugoslavia          | Unión Soviética | Alemania       |
| 1985 | Duisburg    | Alemania            | Estados Unidos  | España         |
| 1983 | Malibú      | Unión Soviética     | Alemania        | Italia         |
| 1981 | Long Beach  | Unión Soviética     | Yugoslavia      | Cuba           |
| 1979 | Rijeka      | Hungría             | Estados Unidos  | Yugoslavia     |

## Copa Mundial femenina
| Año  | Sede          | Oro            | Plata          | Bronce         |
| ---- | ------------- | -------------- | -------------- | -------------- |
| 2025 | Chengdu       | Grecia         | Hungría        | Países Bajos   |
| 2023 | Long Beach    | Estados Unidos | Países Bajos   | España         |
| 2018 | Surgut        | Estados Unidos | Rusia          | Australia      |
| 2014 | Janty-Mansisk | Estados Unidos | Australia      | España         |
| 2010 | Christchurch  | Estados Unidos | Australia      | China          |
| 2006 | Tianjin       | Australia      | Italia         | Rusia          |
| 2002 | Perth         | Hungría        | Estados Unidos | Canadá         |
| 1999 | Winnipeg      | Países Bajos   | Australia      | Italia         |
| 1997 | Nancy         | Países Bajos   | Rusia          | Australia      |
| 1995 | Sídney        | Australia      | Países Bajos   | Hungría        |
| 1993 | Catania       | Países Bajos   | Italia         | Hungría        |
| 1991 | Long Beach    | Países Bajos   | Australia      | Estados Unidos |
| 1989 | Eindhoven     | Países Bajos   | Estados Unidos | Hungría        |
| 1988 | Christchurch  | Países Bajos   | Hungría        | Canadá         |
| 1984 | Irvine        | Australia      | Estados Unidos | Países Bajos   |
| 1983 | Sainte-Foy    | Países Bajos   | Estados Unidos | Australia      |
| 1981 | Brisbane      | Canadá         | Países Bajos   | Australia      |
| 1980 | Breda         | Países Bajos   | Estados Unidos | Canadá         |
| 1979 | Merced        | Estados Unidos | Países Bajos   | Australia      |